# Bez Q
Bez Q (v anglickém originále Q-Less) je v pořadí sedmá epizoda první sezóny seriálu Star Trek: Stanice Deep Space Nine.

## Příběh
Jadzia Dax se vrací z kvadrantu gama a Miles O'Brien pozná v jedné ze spolucestujících ženu známou jako Vash. Aniž si je toho posádka vědoma, na stanici se objevuje také všemocná bytost Q. Vash vysvětluje, že strávila poslední dva roky v kvadrantu gama, ale způsob, jakým se tam dostala, označí za „soukromou záležitost“.
Brzy po příjezdu Vash se na stanici začnou objevovat výpadky energie podobné, k jakým došlo i na runaboutu Dax. Mezitím se v kajutě Vash objeví Q, který je jí zjevně okouzlen. Byl to on, kdo ji přenesl do kvadrantu gama. Vash s ním ale nechce k jeho nelibosti nic mít.
Quark mezitím zařizuje aukci věcí, které Vash přivezla z kvadrantu gama, mezi nimi je i neznámý velmi cenný krystal. O'Brien si všimne Q, kterého zná z předchozí služby na Enterprise-D, a varuje komandéra Siska s tím, že Q může být příčinou výpadků energie. Q to odmítá, ale nenabízí žádné vysvětlení. Ztráty energie se zhoršují a objeví se jakési gravitační pole, které táhne stanici k červí díře. Q vyzve Siska k pěstnímu zápasu na Promenádě a Sisko ho udeří. Q zděšeně křičí: „Vy jste mě udeřil! Picard mě nikdy neudeřil!“ Vash a Quark zahájí aukci a cena krystalu se postupně vyšplhá na 1000 prutů do zlata raženého latinia.
Q se pro zábavu zapojí do aukce a cenu vyžene na 2500 prutů latinia a poté nabídne jeden milion. Nicméně v tu chvíli Sisko a Dax zjistí, že příčinou obtíží je onen krystal a nařídí ho transportovat mimo stanici, kde se transformuje v živou bytost, která zamíří do červí díry.

## Zajímavosti
- Anglický název epizody je slovní hříčkou na slovo „clueless“ (bezradný) a odkazuje na děj, kdy posádka nemůže přijít na příčinu problému s energií na stanici.
- Jde o jedinou epizodu s Q v seriálu.
- Děj epizody navazuje na díl „Amorek“ seriálu Star Trek: Nová generace, na jehož konci Vash odchází v doprovodu Q objevovat Galaxii.